# ハイケ・バイアー
ハイケ・バイアー（Heike Beier、女性、1983年12月9日 - ）は、ドイツの元バレーボール選手。ベルリン出身。元ドイツ代表。

## 来歴
2007年、ドイツ代表に初選出される。翌年の北京五輪欧州大陸予選ではリベロで出場していた。
2009年から本格的に代表で活躍し、同年のワールドグランプリではレギュラーに抜擢され、7年ぶりの銅メダル獲得に大きく貢献した。2010年10-11月の世界選手権は7位入賞した。
2013年9月に地元で開催された欧州選手権では銀メダルを獲得した。

## 球歴
- 世界選手権 - 2010年（7位）、2014年（9位）
- 欧州選手権 - 2007年（6位）、2009年（4位）、2013年（2位）
- ワールドグランプリ - 2009年（3位）、2010年（9位）、2011年（13位）、2012年（7位）、2013年（11位）

## 所属クラブ
- ドレスナーSC（2001-2008年）
- River Volley Piacenza（2008-2010年）
- Leningradka（2010-2011年）
- Banca Reale Yoyogurt Giaveno（2011-2012年
- カザルマッジョーレ（2012-2013年）
- BKS Stal Bielsko-Biała（2013-2015年）
- Grot Budowlani Łódź（2015-2017年）